# Dossie Easton
Dorothy " Dossie " Easton, née le  26 février 1944, est une écrivaine psychothérapeute américaine, et thérapeute familiale basée à San Francisco (Californie),,. Elle est surtout connue pour son ouvrage sur le polyamour intitulé La Salope éthique.

## Biographie
Dossie Easton est écrivaine et poète. Elle est co-auteure des livres La Salope éthique, Radical Ecstasy, When Someone You Love is Kinky, The New Topping Book, et The New Bottoming Book avec Janet Hardy (en) (également écrit sous le pseudonyme de Catherine A. Liszt).
Elle est intervenue dans de nombreuses conférences, notamment celles organisées par l'Association américaine des éducateurs, conseillers et thérapeutes sexuels (AASECT), la Société pour l'étude scientifique du sexe et l'université de Hambourg. Elle a donné des conférences dans de nombreux établissements d'enseignement, dont l'université de Californie, le Pomona College et la San Francisco State University.
Elle devient membre du premier conseil d'administration de la Society of Janus (en) en 1974 et est membre à vie. Elle est intronisée à la Society of Janus Hall of Fame. Elle est également membre d'autres organisations BDSM bien connues telles que Outcasts (en), Exiles et Black Leather Wings, un groupe de Radical Faeries.
En 1969, Easton prend la décision de ne plus jamais entrer dans une relation monogame. Ses livres ont été cités comme fondamentaux pour le mouvement du polyamour,.
Elle est polyamoureuse et vit à West Marin, en Californie.

## Œuvres

### Livres
- (en) Catherine A. Liszt, When someone you love is kinky, Greenery, 2000 (ISBN 1-890159-23-9 et 978-1-890159-23-8, OCLC 50382061, lire en ligne).
- (en) Janet W. Hardy, The new bottoming book, Greenery, 2001 (ISBN 1-890159-35-2 et 978-1-890159-35-1, OCLC 59470614, lire en ligne).
- (en) Janet W. Hardy et Dossie Easton, The new topping book, Greenery Press, 2003 (ISBN 978-1-890159-88-7 et 1-890159-88-3, OCLC 830632961, lire en ligne).
- (en) Janet W. Hardy, Radical ecstasy : SM journeys to transcendence, Greenery Press, 2004 (ISBN 1-890159-62-X et 978-1-890159-62-7, OCLC 61401938, lire en ligne)
- (en) Janet W. Hardy, La Salope éthique, 2017 (ISBN 978-0-399-57966-0 et 0-399-57966-4, OCLC 990337882, lire en ligne).

### Chapitres de livres et articles
- (en) Darren Langdridge et Barker, Meg, Safe, sane and consensual, Basingstoke, Palgrave Macmillan, 2007 (ISBN 0230517749, lire en ligne)
- Making Friends with Jealousy, in  (en) Meg Barker et Langdridge, Darren, Understanding non-monogamies, New York, Routledge, 2010 (ISBN 978-0-415-80055-6, lire en ligne), « Making Friends with Jealousy ».
- Cultural Competence with BDSM Clients, in (en) Lyndsey Moon, Counselling ideologies : queer challenges to heteronormativity, Farnham, Ashgate Pub., 2010 (ISBN 9780754676836, lire en ligne).
- Sex and Relationships: Reflections on Living Outside the Box in (en) Daniela Cutas et Sarah Chan, Families - Beyond the Nuclear Ideal, Londres, Bloomsbury, 2012 (ISBN 9781780930138, lire en ligne)